# Sekou Oliseh
Sekou Jabateh Oliseh (Monrovia, 5 juni 1990) is een Liberiaans voetballer met een Nigeriaans paspoort die bij voorkeur als vleugelspeler speelt. Hij verruilde in 2010 FC Midtjylland voor CSKA Moskou.

## Clubcarrière
In 2006 trok Oliseh op 16-jarige leeftijd naar het Deense FC Midtjylland, dat hem wegplukte bij satellietclub FC Ebedei. In totaal speelde hij 5 wedstrijden voor de Deense club. In augustus 2009 werd hij weggehaald door de Russische topclub CSKA Moskou. Hij debuteerde op 4 oktober 2009 tegen Koeban Krasnodar. Aanvankelijk werd hij geleend, maar in januari 2010 werd hij definitief aangetrokken. Op 30 januari 2013 besloot CSKA Moskou om hem voor zes maanden uit te lenen aan het Griekse PAOK Saloniki. In 2014 werd hij uitgeleend aan de club waartegen hij debuteerde, Koeban Krasnodar.
Nadat zijn deal met Al-Gharafa uiteindelijk afsprong, vond Oliseh acht maanden na zijn vertrek bij CSKA Moskou een nieuwe club: Astra Giurgiu. Hij kwam hier echter niet aan spelen toe. Daarna speelde hij een half seizoen voor de Chinese tweedeklasser Dalian Yifang. Sinds januari 2017 zit hij zonder club.

## Interlandcarrière
In september 2010 debuteerde hij voor Liberia tegen Zimbabwe. Oliseh bezit ook de Nigeriaanse nationaliteit, maar verkoos Liberia boven The Super Eagles. Hij gaf als motivatie aan in de voetsporen te willen treden van George Weah.

## Privé
Olsieh is de zoon van Churchill Oliseh. Zijn ooms Sunday, Azubuike en Egutu waren eveneens profvoetballer.